# Лозки (Ровненская область)
Лозки (укр. Лозки) — село в Рафаловской поселковой общине Варашского района Ровненской области Украины.
До 2020 года входило во Владимирецкий район.
Население по переписи 2001 года составляло 838 человек. Почтовый индекс — 34370. Телефонный код — 3634. Код КОАТУУ — 5620886201.